# Округ Ворен (Њујорк)
Округ Ворен (енгл. Warren County) је округ у америчкој савезној држави Њујорк. По попису из 2010. године број становника је 65.707.

## Демографија
Према попису становништва из 2010. у округу је живело 65.707 становника, што је 2.404 (3,8%) становника више него 2000. године.
| Група             | 2000.          | 2010.          |
| Белци             | 61.276 (96,8%) | 62.585 (95,2%) |
| Афроамериканци    | 395 (0,6%)     | 590 (0,9%)     |
| Азијати           | 347 (0,5%)     | 456 (0,7%)     |
| Хиспаноамериканци | 663 (1,0%)     | 1.178 (1,8%)   |
| Укупно            | 63.303         | 65.707         |